# Киевское восстание 1068 года
Киевское восстание 1068 года — вечевое выступление в столице Древнерусского государства против великого князя Изяслава Ярославича после поражения русских войск в битве с половцами на реке Альте и отказа князя выдать оружие из своих арсеналов и коней для вторичного сражения с половцами. Князю пришлось бежать в Польшу, престол временно занял освобождённый восставшими из заточения Всеслав Брячиславич, а после его бегства в Полоцк — братья Изяслава Святослав и Всеволод, вернувшие затем престол Изяславу, который расправился с восставшими и вскоре завоевал (на пару лет) Полоцкое княжество.

## Предыстория
Половецкие набеги на Русь начались тотчас по смерти Ярослава Мудрого в 1054 году. В 1061 году трое Ярославичей вместе с Всеславом Полоцким разгромили в степях торков, после чего половцы стали полновластными хозяевами южнорусских степей. В 1067 году трое Ярославичей после победы над Всеславом в битве на Немиге заточили его в поруб в Киеве.
В 1068 году половцы крупными силами во главе с ханом Шаруканом вторглись на Русь по левобережью Днепра и одержали победу над тремя Ярославичами в битве на Альте. Изяслав и Всеволод бежали в Киев, Святослав в Чернигов. После победы половцы рассыпались по южнорусским землям и занялись грабежом.

## Восстание
Разбитое киевское ополчение, созвав вече на торговой площади в Киеве, обратилось к Изяславу Ярославичу с такой речью: «половцы рассыпались по земле: дай, княже, оружие и коней, мы будем ещё биться с половцами». Изяслав отказался исполнить требование веча, и это послужило поводом к восстанию. Восставшие обвиняли не только князя, но и его воеводу Коснячка, который жил в Киеве в возвышенной его части, «на горе». Люди бросились искать воеводу, но он вовремя успел скрыться. По мнению доктора исторических наук И. Я. Фроянова, участники веча отправились к воеводе не с целью наказать его, расправиться с ним, а с надеждой разрешить вопрос, связанный с организацией отпора кочевникам. И это понятно, ибо князь не внял их просьбе, и киевлянам ничего не оставалось, как обратиться к другому высшему военачальнику. О мирных намерениях людей, пришедших на Коснячков двор, свидетельствует уже то, что они, «не обретше» Коснячка, покинули двор воеводы, не совершив ни погрома, ни грабежа.
Часть восставших бросилась освободить из поруба Всеслава Полоцкого. Другая часть восставших отправилась к княжескому дворцу «претися (спорить) со князем». Дружинники советовали князю усилить охрану поруба или убить Всеслава, хитростью подманив его к окну, через которое заключённый получал пищу. Князь не изменил своего решения относительно нового войскового сбора, и восставшие двинулись на помощь тем, кто осаждал тюрьму. Изяслав и Всеволод решили спасаться бегством.
По мнению доктора исторических наук И. Я. Фроянова, «киевская община имела все основания, чтобы распроститься с Изяславом, поскольку он не только проиграл битвы, но и отказался продолжить борьбу с врагом, оставив беззащитной доверенную ему в управление волость. А это означало, что князь не сумел обеспечить безопасность общества, то есть не справился с основной обязанностью правителя. Такой правитель, согласно представлениям древних, плох, и его следовало заменить… Неудачи властителя, пагубно отражающиеся на людях, воспринимались в старину как показатель его греховности, несовместимый с занимаемой им должностью. Греховность же властителя в архаическом сознании — главный источник напастей и бед, постигающих общину».
Тем временем Святослав Черниговский решился вторично выступить против половцев и 1 ноября 1068 года с 3 тысячами воинов нанёс поражение 12-тысячному войску противника в битве на реке Снове, причём Новгородская первая летопись сообщает о взятии Шарукана в плен. Продвижение половцев было остановлено.
Освобожденный Всеслав стал киевским князем по воле веча, Изяслав бежал в Польшу, где надеялся найти помощь (польский король приходился ему племянником). Надежды Изяслава оправдались: с польской помощью ему удалось вернуться в Киев. Посаженный народом князь Всеслав, пользуясь ночной темнотой, тайно бросил выступившее с ним против Изяслава войско и бежал в свой Полоцк. Утром войско узнало, что осталось без вождя и отступило к Киеву.

## Последствия
Киевское вече отправило посольство к Святославу и Всеволоду с требованием явиться немедленно в Киев и вступить в переговоры с Изяславом, «Если вы этого не сделаете, — уведомляло вече, — мы сожжем город, а сами уйдем в греческую землю».
От Изяслава киевские городские люди, очевидно, ждали жестокой расправы. Святослав и Всеволод взяли на себя роль посредников. Они обратились к своему брату с предложением не водить поляков на Киев, потому что в этом нет никакой нужды: Всеслав бежал, а киевское вече сопротивляться Изяславу не будет. «Если же ты, — передали ему братья, — хочешь мстить и погубить город, то знай, что нам жаль отцовского стольного города, и мы за него вступимся».
Изяслав сделал вид, что готов исполнить предложение братьев, но в конечном счёте обманул их. Он послал вперёд своего сына Мстислава, который произвёл расправу: 70 человек из тех, кто освобождал из тюрьмы Всеслава, Мстислав казнил, многих ослепил, часть уничтожил без суда. Изяслав велел перенести торг, где народ обычно собирался на вече, на гору, где жили бояре, готовые выступить на стороне князя.
Это — первое ясное упоминание вечевого выступления в Киеве. Оно говорит нам о росте политического значения вечевых собраний. По мнению Фроянова, «события 1068 года являют собой не антифеодальное, как полагали советские ученые, восстание или движение, а конфликт местной общины с князем, вылившийся в политический переворот, смысл которого состоял отнюдь не в простой смене правителей, а в существе и способе замены одного правителя другим. Впервые летопись зафиксировала изгнание и призвание князей вечевой общиной Киева».
Вскоре Изяслав вновь установил контроль над Полоцком, где княжил сначала его сын Мстислав, затем Святополк, но Всеславу удалось вернуть свою отчину, и уже в 1073 году Изяслав вновь был изгнан из Киева, на этот раз своими братьями.